# 빛나라 은수
《빛나라 은수》는 2016년 11월 28일부터 2017년 5월 26일까지 방영된 KBS 1TV 저녁일일극이다.

## 기획 의도
앙숙이었던 스승과 제자가 7년 후 한 형제와의 결혼으로 형님과 동서로 엮이는 것도 모자라 부모의 재혼으로 의자매가 되면서 겪는 좌충우돌 가족 힐링 드라마

## 등장인물

### 주요 인물
- 이영은 : 오은수(31세) 역 - 재명여고 교사 → 전과자,[1] 파면 → 한식학원 보조 → 윤가식품 계약직 직원 → 교사[2]
- 박하나 : 김빛나(25세) 역 - 고등학생 → 미국 유학생 → 펀드매니저 → 윤가식품 재무이사. 과거 은수의 제자, 은수의 손윗동서
- 김동준 : 윤수호(28세) 역 - 윤가식품 차남이자 계약직 직원, 은수의 남편
- 최정원 : 윤수현(33세) 역 - 윤가식품 장남이자 상무, 빛나의 남편

### 은수네
- 양미경 : 박연미(56세) 역 - 은수의 엄마, 세탁소 운영 (1회 ~ 120회)
- 남능미 : 김명순 여사(77세) 역 - 연미의 시어머니, 은수의 할머니
- 이준영 : 오은호(27세) 역 - 은수의 남동생, 지은의 연인, 취업준비생

### 빛나네
- 박찬환 : 김재우(58세) 역 - 빛나의 아버지, 연미의 재혼 상대, 정형외과 의사
- 백수련 : 최인자 여사(75세) 역 - 빛나의 외할머니

### 수현, 수호네
- 임채무 : 윤범규(59세) 역 - 수현, 수민, 수호의 아버지, 윤가식품 대표
- 이종남 : 이선영(56세) 역 - 수현, 수민, 수호의 어머니, 연미의 중학교 동창
- 김도연 : 윤순정(53세) 역 - 범규의 여동생, 선영의 시누이, 3남매의 고모
- 배슬기 : 윤수민(30세) 역 - 비뇨기과 의사, 수현의 여동생이자 수호의 누나. 형식의 아내, 우리, 나라의 계모이자 쌍둥이의 엄마.

### 형식네
- 임지규 : 박형식(35세) 역 - 웹툰작가, 혜미의 남동생, 미혼부 → 수민의 연인 → 수민의 남편, 쌍둥이의 아빠
- 박하준 : 박우리(12세) 역 - 이란성 쌍둥이 남동생
- 민예지 : 박나라(12세) 역 - 이란성 쌍둥이 누나
- 유지연 : 박혜미 역 - 형식의 누나

### 그 외 인물
- 함연지 → 임도윤 : 오정아 역 - 빛나의 학급 동창, 과거 은수의 제자
- 이성혜 : 박현아 역 - 윤가식품 대리, 은호의 전 여자친구 → 이별
- 이정훈 : 승훈 역 - 연미의 직장 상사
- 안홍진 : 이중석 역 - 윤가식품 기획팀 팀장
- 김경록 : 우식 역 - 민비뇨기과 간호사
- 차다영 : 서지은 역 - 윤가식품 기획팀 직원, 은호의 연인
- 한시연 : 서혜영 역 - 재우 병원 간호사
- 최완정 : 명주 역 - 연미의 동네친구이자 세탁소, 카페 상가의 부동산 사장
- 신연미 : 김보미 역 - 빛나의 학교 친구
- 차민경 : 정재은 역 - 빛나의 학교 친구
- 이종구 : 교감 역 - 재명여고 교감
- 최나무 : 간호사 역
- 민지 : 채원 역
- 최대성 : 용식 역
- 김윤종 : 용식의 아들 역
- 김민좌 : 강세연 역
- 이다해 : 현주 역
- 강인서 : 박기사 역
- 설지윤
- 김태영
- 김추월
- 서진욱
- 김희령
- 강철성
- 김주영
- 현영임
- 염정구
- 김민채
- 오지연
- 김선은
- 함진성 : 경찰 역
- 홍승범
- 이규섭
- 김광인
- 한대관
- 최효상
- 김희은
- 김경록
- 정태야
- 박은영
- 윤배영
- 양승걸
- 김미혜

### 특별 출연
- 이기찬 : 신재민 역 - 재명여고 교사, 은수의 전 남자친구 → 이별
- 안젤리나 다닐로바

## 시청률
최저 시청률과 최고 시청률은 시청률 조사회사와 지역별로 시청률에 차이가 있을 수 있습니다.
| 2016년  | 2016년    | 2016년         | 2016년       | 2016년         | 2016년       |
| 회차    | 방송일    | TNmS 시청률    | TNmS 시청률  | AGB 시청률     | AGB 시청률   |
| 회차    | 방송일    | 대한민국(전국) | 서울(수도권) | 대한민국(전국) | 서울(수도권) |
| ------- | --------- | -------------- | ------------ | -------------- | ------------ |
| 제1회   | 11월 28일 | 23.2%          | 19.0%        | 20.5%          | 20.4%        |
| 제2회   | 11월 29일 | 20.5%          | 17.2%        | 19.3%          | 18.3%        |
| 제3회   | 11월 30일 | 22.0%          | 19.7%        | 18.0%          | 16.9%        |
| 제4회   | 12월 1일  | 22.2%          | 18.7%        | 19.9%          | 19.4%        |
| 제5회   | 12월 2일  | 20.6%          | 17.9%        | 17.2%          | 16.2%        |
| 제6회   | 12월 5일  | 23.4%          | 19.8%        | 20.5%          | 19.5%        |
| 제7회   | 12월 6일  | 22.3%          | 18.6%        | 18.8%          | 18.2%        |
| 제8회   | 12월 7일  | 22.2%          | 18.5%        | 19.3%          | 19.0%        |
| 제9회   | 12월 8일  | 22.7%          | 19.1%        | 21.4%          | 20.1%        |
| 제10회  | 12월 12일 | 24.6%          | 21.7%        | 21.1%          | 20.3%        |
| 제11회  | 12월 13일 | 23.5%          | 20.5%        | 22.0%          | 21.8%        |
| 제12회  | 12월 14일 | 22.4%          | 18.9%        | 20.4%          | 19.7%        |
| 제13회  | 12월 15일 | 24.6%          | 20.2%        | 22.3%          | 21.6%        |
| 제14회  | 12월 16일 | 21.4%          | 17.8%        | 20.3%          | 19.5%        |
| 제15회  | 12월 19일 | 23.0%          | 19.9%        | 22.5%          | 21.9%        |
| 제16회  | 12월 20일 | 23.6%          | 20.4%        | 21.0%          | 20.5%        |
| 제17회  | 12월 21일 | 23.6%          | 20.7%        | 21.1%          | 21.4%        |
| 제18회  | 12월 22일 | 24.3%          | 21.6%        | 22.9%          | 22.3%        |
| 제19회  | 12월 23일 | 23.3%          | 20.2%        | 20.1%          | 18.8%        |
| 제20회  | 12월 26일 | 24.0%          | 20.9%        | 21.0%          | 20.1%        |
| 제21회  | 12월 27일 | 24.4%          | 21.8%        | 21.1%          | 19.9%        |
| 제22회  | 12월 28일 | 22.9%          | 20.9%        | 21.5%          | 21.2%        |
| 제23회  | 12월 29일 | 24.9%          | 20.8%        | 22.3%          | 21.7%        |
| 제24회  | 12월 30일 | 23.3%          | 21.1%        | 20.5%          | 19.8%        |
| 2017년  |           |                |              |                |              |
| 제25회  | 1월 2일   | 24.1%          | 22.0%        | 22.9%          | 22.1%        |
| 제26회  | 1월 3일   | 25.1%          | 22.2%        | 24.2%          | 24.0%        |
| 제27회  | 1월 4일   | 24.3%          | 21.2%        | 22.8%          | 21.2%        |
| 제28회  | 1월 5일   | 24.9%          | 22.2%        | 24.0%          | 23.6%        |
| 제29회  | 1월 6일   | 23.1%          | 21.3%        | 22.0%          | 21.7%        |
| 제30회  | 1월 9일   | 25.5%          | 22.8%        | 23.9%          | 23.7%        |
| 제31회  | 1월 10일  | 25.9%          | 23.3%        | 24.0%          | 23.7%        |
| 제32회  | 1월 11일  | 24.8%          | 22.2%        | 23.4%          | 22.6%        |
| 제33회  | 1월 12일  | 26.9%          | 24.4%        | 24.3%          | 23.7%        |
| 제34회  | 1월 13일  | 25.3%          | 22.9%        | 22.0%          | 21.2%        |
| 제35회  | 1월 16일  | 26.4%          | 23.6%        | 23.5%          | 22.5%        |
| 제36회  | 1월 17일  | 25.2%          | 21.7%        | 24.1%          | 23.4%        |
| 제37회  | 1월 18일  | 24.8%          | 22.1%        | 24.2%          | 23.8%        |
| 제38회  | 1월 19일  | 25.8%          | 22.9%        | 24.0%          | 23.7%        |
| 제39회  | 1월 20일  | 23.6%          | 21.5%        | 22.7%          | 21.6%        |
| 제40회  | 1월 23일  | 26.6%          | 22.7%        | 24.6%          | 23.6%        |
| 제41회  | 1월 24일  | 26.2%          | 23.8%        | 25.1%          | 23.8%        |
| 제42회  | 1월 25일  | 24.5%          | 22.0%        | 23.0%          | 21.8%        |
| 제43회  | 1월 26일  | 25.0%          | 21.9%        | 24.1%          | 22.6%        |
| 제44회  | 1월 27일  | 22.3%          | 19.6%        | 20.8%          | 20.3%        |
| 제45회  | 1월 30일  | 23.6%          | 21.7%        | 23.9%          | 23.1%        |
| 제46회  | 1월 31일  | 26.6%          | 23.7%        | 25.8%          | 24.8%        |
| 제47회  | 2월 1일   | 25.8%          | 22.3%        | 24.3%          | 22.9%        |
| 제48회  | 2월 2일   | 26.5%          | 22.7%        | 26.7%          | 26.0%        |
| 제49회  | 2월 3일   | 26.2%          | 22.7%        | 24.3%          | 23.4%        |
| 제50회  | 2월 6일   | 25.4%          | 22.7%        | 26.2%          | 25.3%        |
| 제51회  | 2월 7일   | 25.9%          | 23.3%        | 25.9%          | 24.9%        |
| 제52회  | 2월 8일   | 26.1%          | 23.4%        | 25.7%          | 25.6%        |
| 제53회  | 2월 9일   | 25.2%          | 22.7%        | 26.7%          | 25.7%        |
| 제54회  | 2월 10일  | 26.0%          | 21.8%        | 25.3%          | 23.5%        |
| 제55회  | 2월 13일  | 26.6%          | 24.1%        | 26.1%          | 24.8%        |
| 제56회  | 2월 14일  | 24.8%          | 22.8%        | 24.9%          | 23.9%        |
| 제57회  | 2월 15일  | 24.9%          | 23.0%        | 25.4%          | 25.1%        |
| 제58회  | 2월 16일  | 25.9%          | 24.0%        | 26.3%          | 25.5%        |
| 제59회  | 2월 17일  | 25.0%          | 22.4%        | 25.7%          | 24.6%        |
| 제60회  | 2월 20일  | 24.6%          | 23.7%        | 26.4%          | 26.0%        |
| 제61회  | 2월 21일  | 26.0%          | 24.0%        | 26.6%          | 26.3%        |
| 제62회  | 2월 22일  | 25.2%          | 22.0%        | 26.0%          | 25.2%        |
| 제63회  | 2월 23일  | 25.8%          | 22.8%        | 26.1%          | 25.0%        |
| 제64회  | 2월 24일  | 26.7%          | 22.8%        | 24.9%          | 23.6%        |
| 제65회  | 2월 27일  | 27.8%          | 23.2%        | 25.3%          | 24.5%        |
| 제66회  | 2월 28일  | 25.4%          | 21.0%        | 26.1%          | 25.4%        |
| 제67회  | 3월 1일   | 25.5%          | 21.4%        | 27.2%          | 26.1%        |
| 제68회  | 3월 2일   | 27.8%          | 24.0%        | 28.4%          | 27.6%        |
| 제69회  | 3월 3일   | 26.1%          | 23.4%        | 26.3%          | 25.7%        |
| 제70회  | 3월 6일   | 26.7%          | 23.0%        | 26.8%          | 24.7%        |
| 제71회  | 3월 7일   | 26.5%          | 22.5%        | 27.4%          | 25.8%        |
| 제72회  | 3월 8일   | 26.4%          | 22.3%        | 25.3%          | 23.3%        |
| 제73회  | 3월 9일   | 26.4%          | 22.9%        | 27.8%          | 26.5%        |
| 제74회  | 3월 13일  | 27.9%          | 24.0%        | 26.9%          | 25.9%        |
| 제75회  | 3월 14일  | 26.6%          | 21.7%        | 26.8%          | 26.0%        |
| 제76회  | 3월 15일  | 26.5%          | 23.5%        | 26.2%          | 24.4%        |
| 제77회  | 3월 16일  | 29.8%          | 25.4%        | 27.6%          | 26.5%        |
| 제78회  | 3월 17일  | 28.8%          | 25.5%        | 26.2%          | 25.1%        |
| 제79회  | 3월 20일  | 29.0%          | 25.3%        | 27.1%          | 26.0%        |
| 제80회  | 3월 21일  | 29.0%          | 25.9%        | 26.9%          | 25.2%        |
| 제81회  | 3월 22일  | 30.4%          | 26.1%        | 26.3%          | 24.4%        |
| 제82회  | 3월 23일  | 29.9%          | 25.9%        | 26.1%          | 24.9%        |
| 제83회  | 3월 24일  | 28.2%          | 23.7%        | 25.1%          | 23.7%        |
| 제84회  | 3월 27일  | 30.4%          | 26.7%        | 27.9%          | 26.4%        |
| 제85회  | 3월 28일  | 29.7%          | 24.7%        | 27.8%          | 26.3%        |
| 제86회  | 3월 29일  | 29.3%          | 25.4%        | 26.7%          | 25.7%        |
| 제87회  | 3월 30일  | 30.8%          | 26.6%        | 27.3%          | 26.5%        |
| 제88회  | 3월 31일  | 28.9%          | 23.9%        | 26.5%          | 25.1%        |
| 제89회  | 4월 3일   | 30.9%          | 26.2%        | 27.4%          | 26.8%        |
| 제90회  | 4월 4일   | 29.8%          | 24.3%        | 27.2%          | 26.6%        |
| 제91회  | 4월 5일   | 29.2%          | 25.5%        | 27.6%          | 25.6%        |
| 제92회  | 4월 6일   | 30.8%          | 26.9%        | 28.5%          | 27.3%        |
| 제93회  | 4월 7일   | 29.3%          | 24.2%        | 26.3%          | 24.6%        |
| 제94회  | 4월 10일  | 31.1%          | 26.9%        | 27.0%          | 25.4%        |
| 제95회  | 4월 11일  | 29.0%          | 26.1%        | 27.7%          | 26.7%        |
| 제96회  | 4월 12일  | 30.6%          | 26.0%        | 27.3%          | 26.4%        |
| 제97회  | 4월 13일  | 31.6%          | 26.9%        | 28.3%          | 27.9%        |
| 제98회  | 4월 14일  | 31.6%          | 28.4%        | 28.5%          | 27.0%        |
| 제99회  | 4월 17일  | 32.7%          | 28.1%        | 30.2%          | 28.4%        |
| 제100회 | 4월 18일  | 31.7%          | 27.3%        | 29.3%          | 27.0%        |
| 제101회 | 4월 19일  | 30.9%          | 26.5%        | 27.8%          | 25.9%        |
| 제102회 | 4월 20일  | 30.5%          | 25.0%        | 28.5%          | 27.4%        |
| 제103회 | 4월 21일  | 30.9%          | 25.8%        | 28.0%          | 27.4%        |
| 제104회 | 4월 24일  | 29.7%          | 25.2%        | 27 2%          | 25.4%        |
| 제105회 | 4월 25일  | 26.8%          | 23.9%        | 25.8%          | 24.4%        |
| 제106회 | 4월 26일  | 26.9%          | 22.3%        | 25.7%          | 25.0%        |
| 제107회 | 4월 27일  | 29.2%          | 25.7%        | 27.6%          | 27.6%        |
| 제108회 | 5월 1일   | 28.9%          | 24.7%        | 25.9%          | 24.6%        |
| 제109회 | 5월 3일   | 26.3%          | 23.5%        | 24.5%          | 23.1%        |
| 제110회 | 5월 4일   | 28.2%          | 25.4%        | 24.4%          | 23.8%        |
| 제111회 | 5월 5일   | 26.4%          | 23.5%        | 23.9%          | 22.9%        |
| 제112회 | 5월 8일   | 27.0%          | 25.0%        | 23.9%          | 21.5%        |
| 제113회 | 5월 10일  | 26.3%          | 22.6%        | 25.4%          | 24.8%        |
| 제114회 | 5월 11일  | 28.1%          | 24.4%        | 26.6%          | 25.3%        |
| 제115회 | 5월 12일  | 29.1%          | 24.2%        | 26.5%          | 25.3%        |
| 제116회 | 5월 15일  | 29.3%          | 25.4%        | 27.2%          | 26.1%        |
| 제117회 | 5월 16일  | 28.0%          | 24.0%        | 28.5%          | 27.9%        |
| 제118회 | 5월 17일  | 28.0%          | 24.1%        | 26.1%          | 24.3%        |
| 제119회 | 5월 18일  | 26.5%          | 23.5%        | 26.7%          | 25.2%        |
| 제120회 | 5월 19일  | 27.3%          | 22.9%        | 25.8%          | 24.6%        |
| 제121회 | 5월 22일  | 28.5%          | 24.3%        | 27.5%          | 26.1%        |
| 제122회 | 5월 23일  | 24.3%          | 22.5%        | 23.5%          | 22.9%        |
| 제123회 | 5월 24일  | 29.5%          | 25.2%        | 26.0%          | 25.3%        |
| 제124회 | 5월 25일  | 26.8%          | 23.4%        | 27.4%          | 26.9%        |
| 제125회 | 5월 26일  | 23.3%          | 21.3%        | 21.6%          | 21.8%        |

## 결방 사유 및 연장
- 2016년 12월 9일 : KBS 뉴스특보 《박근혜 대통령 탄핵안 가결》 중계방송으로 인한 결방.
- 2017년 3월 10일 : KBS 뉴스특보 《박근혜 대통령 탄핵안 인용》 중계방송으로 인한 결방.
- 2017년 4월 18일 : 빛나라 은수 방영 분량이 120부작에서 5회 연장되어 125부작으로 변경 및 확정되었다.
- 2017년 4월 28일 : 《대한민국 제19대 대통령 선거 2차 후보자 토론회》 중계방송으로 인한 결방.
- 2017년 5월 2일 : 《대한민국 제19대 대통령 선거 3차 후보자 토론회》 중계방송으로 인한 결방.
- 2017년 5월 9일 : 대한민국 제19대 대통령 선거 개표방송으로 인한 결방.

## 수상 및 후보
| 연도 | 시상식       | 부문                    | 수상자 | 결과 |
| ---- | ------------ | ----------------------- | ------ | ---- |
| 2017 | KBS 연기대상 | 일일극 부문 남자 우수상 | 김동준 | 후보 |
| 2017 | KBS 연기대상 | 일일극 부문 여자 우수상 | 이영은 | 후보 |

## 참고 사항
- 방영 초반, 친구에게 '개처럼 짖어보라'고 괴롭히는 고등학생들의 충격적인 모습과 손녀 뻘인 교사에게 따귀를 올려 부치는 할머니의 모습 등 지나친 막장 전개로 인해 비난을 샀다.[5]
- 김도연이 맡은 윤순정 역은 당초 수호-수현 형제 중 한 명의 친모로 설정되었으나,[6] 이 설정은 방영 도중 파기되었다.